# Перехресний провулок
Перехре́сний прову́лок — зниклий провулок, що існував у Шевченківському районі міста Києва, місцевість Татарка. Пролягав від Печенізької вулиці до вулиці Стара Поляна. 
Прилучалася Соляна вулиця.

## Історія
Перехресний провулок виник наприкінці XIX століття під такою ж назвою, у першій половині XX століття також вживалася назва (2-й) Соляний провулок.  Назву Перехресний провулок відновлено 1939 року, підтверджено 1944 року.
Провулок офіційно ліквідований на початку 1980-х років у зв'язку зі знесенням старої забудови на Татарці.
Збереглася частина старої забудови колишнього провулку та частина лінії колишнього провулку.